# 야누시 쿠소친스키
야누시 타데우시 쿠소친스키(폴란드어: Janusz Tadeusz Kusociński 1907년 1월 15일 ~ 1940년 6월 21일)는 1932년 로스앤젤레스 올림픽 10,000m 부문에서 우승한 폴란드의 육상 선수였다.
바르샤바에서 태어나 축구 선수로 시작했어도 쿠소친스키는 1928년 육상으로 전향하여 사르마타 클럽에 가입하였다. 1929년 그는 5000m와 크로스컨트리에서 폴란드 타이틀을 우승하고 1년간 군 복무 후에 1930년과 1931년 1500m, 5000m와 크로스컨트리를 우승, 1932년 800m의 다른 국내 타이틀을 추가하였다.
그해 3000m와 4 마일에서 2개의 세계 기록들을 세우고 로스앤젤레스 올림픽에서 10,000m 금메달을 획득하면서 자신의 한해를 마무리 지었다. 1934년 쿠소친스키는 5000m의 유럽 선수권 2위를 하고 은퇴하였다. 하지만 잠시 육상계에 돌아와 1939년 10,000m의 국내 선수권을 우승하였다.
제2차 세계 대전이 일어나는 동안에 폴란드 육군을 위해 지원하여 두번이나 상처를 입었다. 부상으로 석방된 그는 독일의 점령 중 폴란드 저항 운동에 복무하였고, 1940년 3월 26일 게슈타포에 의하여 체포되어 모코투프 교도소에 수감되었다. 그는 3달 후, 바르샤바 근처의 팔미리에서 독일군에 의하여 처형되었다.